# All-4-One
All-4-One ist eine US-amerikanische R&B-Gruppe, die besonders durch den Nummer-eins-Hit I Swear aus dem Jahr 1994 Bekanntheit erlangte.

## Geschichte
Die vier Vokalisten Delious Kennedy (* 2. Dezember 1973), Jamie Jones (* 25. November 1971), Tony Borowiak (* 12. Oktober 1972) und Alfred Nevarez (* 18. Mai 1972) lernten sich in Los Angeles kennen und beschlossen, sich mit einer Cover-Version des Titels So Much in Love von den Tymes von 1963 bei einem einheimischen Label zu bewerben. Blitzz Records nahm sie unter Vertrag und veröffentlichte den Song Ende 1993. Er erreichte auf Anhieb die Top 5 der US-Charts und erreichte Gold-Status.
Als zweite Veröffentlichung nahmen sie eine Soulpop-Version des Country-Hits I Swear von John Michael Montgomery auf. Das Lied wurde ein Millionenseller und mit 11 Wochen auf Platz 1 der Hit des Jahres in den USA. Weltweit platzierte sich I Swear in zahlreichen Ländern an der Spitze der Charts, unter anderem zwölf Wochen in der Schweiz, neun Wochen in Deutschland und acht Wochen in Österreich. Bei den Grammy Awards wurde sie als beste Popdarbietung des Jahres ausgezeichnet.
Es folgte das Debüt-Album, das den Bandnamen trug und ebenfalls sehr erfolgreich war. Es hielt sich fast eineinhalb Jahre in den US-Charts und wurde für über vier Millionen verkaufte Einheiten mit 4-fach-Platin ausgezeichnet. Die weiteren Singles Skillz und Breathless konnten jedoch keine hohen Platzierungen mehr erreichten.
Bereits ein Jahr später erschien das Nachfolgealbum And the Music Speaks. Die Vorabsingle I Can Love You Like That, erneut eine Coverversion eines Hits von Montgomery, erreichte wieder Platz 5 und Gold-Status in den USA. Das Album erreichte zwar nur Platz 27, verkaufte sich aber immerhin noch über eine Million Mal. Einen weiteren Hit enthielt das Album nicht mehr.
International war damit das Interesse an All-4-One bereits wieder erloschen. In den USA folgte noch ein leidlich erfolgreiches Weihnachtsalbum. Zudem hatte man mit dem Lied Someday aus dem Soundtrack der 1996er Verfilmung von Der Glöckner von Notre Dame noch einen Singlehit, der sich noch einmal eine halbe Million Mal verkaufte.
Wegen Problemen mit ihrem Label erschien das dritte Album On and On erst 1998 und blieb weitgehend unbeachtet. Es folgten Labelwechsel und weitere erfolglose Veröffentlichungen. Mitte der 2000er versuchte sich Jamie Jones als Solo-Sänger und als Produzent. Erst 2009 kam die Band wieder zu etwas Erfolg mit dem Album No Regrets, das bei Peak Records erschien. Es erreichte immerhin Platz 48 der R&B-Charts und der Song My Child konnte sich ebenfalls in den R&B-Charts platzieren.

## Diskografie

### Studioalben
| Jahr | Titel                  | Höchstplatzierung, Gesamtwochen, AuszeichnungChartplatzierungen (Jahr, Titel, Platzierungen, Wochen, Auszeichnungen, Anmerkungen) | Höchstplatzierung, Gesamtwochen, AuszeichnungChartplatzierungen (Jahr, Titel, Platzierungen, Wochen, Auszeichnungen, Anmerkungen) | Höchstplatzierung, Gesamtwochen, AuszeichnungChartplatzierungen (Jahr, Titel, Platzierungen, Wochen, Auszeichnungen, Anmerkungen) | Höchstplatzierung, Gesamtwochen, AuszeichnungChartplatzierungen (Jahr, Titel, Platzierungen, Wochen, Auszeichnungen, Anmerkungen) | Höchstplatzierung, Gesamtwochen, AuszeichnungChartplatzierungen (Jahr, Titel, Platzierungen, Wochen, Auszeichnungen, Anmerkungen) | Anmerkungen                              |
| Jahr | Titel                  | DE | AT | CH | UK | US | Anmerkungen                              |
| ---- | ---------------------- | --- | --- | --- | --- | --- | ---------------------------------------- |
| 1994 | All-4-One              | DE7 (20 Wo.)DE | AT5 (13 Wo.)AT | CH3 Gold · (19 Wo.)CH | UK26 (5 Wo.)UK | US7 ×4Vierfachplatin · (72 Wo.)US                                                                                                 | Erstveröffentlichung: 12. April 1994     |
| 1995 | And the Music Speaks   | DE71 (5 Wo.)DE | — | CH49 (3 Wo.)CH | — | US27 Platin · (35 Wo.)US | Erstveröffentlichung: 6. Juni 1995       |
| 1995 | An All-4-One Christmas | — | — | — | — | US91 (7 Wo.)US | Erstveröffentlichung: 10. Oktober 1995   |
| 1999 | On and On              | — | — | — | — | — | Erstveröffentlichung: 8. Juni 1999       |
| 2002 | A41                    | — | — | — | — | — | Erstveröffentlichung: 26. März 2002      |
| 2004 | Split Personality      | — | — | — | — | — | Erstveröffentlichung: 31. Mai 2004       |
| 2009 | No Regrets             | — | — | — | — | — | Erstveröffentlichung: 15. September 2009 |
| 2015 | Twenty+                | — | — | — | — | — | Erstveröffentlichung: 24. Juli 2015      |

### Livealben
- 1996: Live at the Hard Rock
- 2013: S.O.U.L.

### Kompilationen
- 2004: Greatest Hits
- 2005: Rhino Hi-Five: All-4-One
- 2016: Playlist: The Best of All-4-One

### Singles
| Jahr | Titel Album                                      | Höchstplatzierung, Gesamtwochen, AuszeichnungChartplatzierungen (Jahr, Titel, Album, Platzierungen, Wochen, Auszeichnungen, Anmerkungen) | Höchstplatzierung, Gesamtwochen, AuszeichnungChartplatzierungen (Jahr, Titel, Album, Platzierungen, Wochen, Auszeichnungen, Anmerkungen) | Höchstplatzierung, Gesamtwochen, AuszeichnungChartplatzierungen (Jahr, Titel, Album, Platzierungen, Wochen, Auszeichnungen, Anmerkungen) | Höchstplatzierung, Gesamtwochen, AuszeichnungChartplatzierungen (Jahr, Titel, Album, Platzierungen, Wochen, Auszeichnungen, Anmerkungen) | Höchstplatzierung, Gesamtwochen, AuszeichnungChartplatzierungen (Jahr, Titel, Album, Platzierungen, Wochen, Auszeichnungen, Anmerkungen) | Anmerkungen                             |
| Jahr | Titel Album                                      | DE | AT | CH | UK | US | Anmerkungen                             |
| ---- | ------------------------------------------------ | --- | --- | --- | --- | --- | --------------------------------------- |
| 1993 | So Much in Love All-4-One                        | DE56 (29 Wo.)DE | — | — | UK49 (5 Wo.)UK | US5 Gold · (22 Wo.)US | Erstveröffentlichung: 20. Dezember 1993 |
| 1994 | I Swear All-4-One                                | DE1 Platin · (26 Wo.)DE | AT1 Platin · (20 Wo.)AT | CH1 (28 Wo.)CH | UK2 Platin · (25 Wo.)UK | US1 Platin · (30 Wo.)US | Erstveröffentlichung: 28. April 1994    |
| 1995 | (She’s Got) Skillz All-4-One                     | — | — | — | — | US57 (20 Wo.)US | Erstveröffentlichung: 24. Januar 1995   |
| 1995 | I Can Love You Like That And the Music Speaks    | DE67 (10 Wo.)DE | — | — | UK33 (2 Wo.)UK | US5 Gold · (29 Wo.)US | Erstveröffentlichung: Juni 1995         |
| 1996 | Someday Der Glöckner von Notre Dame (Soundtrack) | — | — | — | — | US30 Gold · (15 Wo.)US | Erstveröffentlichung: 10. Juni 1996     |

Weitere Singles
- 1994: Breathless
- 1995: I’m Your Man with My Baby
- 1995: Yo te voy a querer
- 1995: Christmas Eve
- 1996: These Arms
- 1996: Listen Now!
- 1998: I Will Be Right Here
- 2001: Not Ready for Goodbye
- 2002: Beautiful as You
- 2009: My Child
- 2009: When I Needed an Angel

## Auszeichnungen für Musikverkäufe
| Goldene Schallplatte - Australien - 1994: für das Album All-4-One - Niederlande - 1994: für die Single I Swear - Neuseeland - 1995: für die Single She’s Got Skillz - 1995: für die Single I Can Love You Like That - Schweden - 1994: für die Single All-4-One - Spanien - 1995: für das Album All-4-One | Platin-Schallplatte - Neuseeland - 1994: für das Album All-4-One - 1994: für die Single So Much in Love 2× Platin-Schallplatte - Australien - 1994: für die Single I Swear - Neuseeland - 1995: für die Single I Swear |

Anmerkung: Auszeichnungen in Ländern aus den Charttabellen bzw. Chartboxen sind in ebendiesen zu finden.
| Land/RegionAuszeichnungen für Musikverkäufe (Land/Region, Auszeichnungen, Verkäufe, Quellen) | Gold       | Platin       | Verkäufe  | Quellen                   |
| -------------------------------------------------------------------------------------------- | ---------- | ------------ | --------- | ------------------------- |
| Australien (ARIA)                                                                            | Gold1      | 2× Platin2   | 175.000   | aria.com.au               |
| Deutschland (BVMI)                                                                           | —          | Platin1      | 500.000   | musikindustrie.de         |
| Neuseeland (RMNZ)                                                                            | 2× Gold2   | 4× Platin4   | 55.000    | aotearoamusiccharts.co.nz |
| Niederlande (NVPI)                                                                           | Gold1      | —            | 50.000    | nvpi.nl                   |
| Österreich (IFPI)                                                                            | —          | Platin1      | 50.000    | ifpi.at                   |
| Schweden (IFPI)                                                                              | Gold1      | —            | 25.000    | ifpi.se                   |
| Schweiz (IFPI)                                                                               | Gold1      | —            | 25.000    | hitparade.ch              |
| Spanien (Promusicae)                                                                         | Gold1      | —            | 50.000    | elportaldemusica.es       |
| Vereinigte Staaten (RIAA)                                                                    | 3× Gold3   | 6× Platin6   | 7.500.000 | riaa.com                  |
| Vereinigtes Königreich (BPI)                                                                 | —          | Platin1      | 600.000   | bpi.co.uk                 |
| Insgesamt                                                                                    | 10× Gold10 | 15× Platin15 |           |                           |